# Cardioglossa
Cardioglossa – rodzaj płazów bezogonowych z podrodziny Arthroleptinae w rodzinie artroleptowatych (Arthroleptidae).

## Zasięg występowania
Rodzaj obejmuje gatunki występujące w zalesionych obszarach zachodniej i środkowej Afryki.

## Systematyka

### Etymologia
Cardioglossa: gr. καρδια kardia „serce”; γλωσσα glōssa „język”.

### Podział systematyczny
Do rodzaju należą następujące gatunki:
- Cardioglossa alsco Herrmann, Herrmann, Schmitz & Böhme, 2004
- Cardioglossa annulata Hirschfeld, Blackburn, Burger, Zassi-Boulou & Rödel, 2015
- Cardioglossa congolia Hirschfeld, Blackburn, Greenbaum & Rödel, 2015
- Cardioglossa cyaneospila Laurent, 1950
- Cardioglossa elegans Boulenger, 1906
- Cardioglossa escalerae Boulenger, 1903
- Cardioglossa gracilis Boulenger, 1900
- Cardioglossa gratiosa Amiet, 1972
- Cardioglossa inornata Laurent, 1952
- Cardioglossa leucomystax (Boulenger, 1903)
- Cardioglossa melanogaster Amiet, 1972
- Cardioglossa nigromaculata Nieden, 1908
- Cardioglossa occidentalis Blackburn, Kosuch, Schmitz, Burger, Wagner, Gonwouo, Hillers & Rödel, 2008
- Cardioglossa oreas Amiet, 1972
- Cardioglossa pulchra Schiøtz, 1963
- Cardioglossa schioetzi Amiet, 1982
- Cardioglossa trifasciata Amiet, 1972
- Cardioglossa venusta Amiet, 1972